# 曹掄彬
曹掄彬，字炳安，一字文明，贵州黃平人，清朝政治人物，同進士出身。

## 生平
康熙四十八年（1709年）己丑科進士，三甲二百六名，选翰林院庶吉士，散館授檢討，官至浙江湖州府知府。修浙江《處州府志》、四川《雅州府志》及貴州《黃平州志》。